# 세드리크 죄구에
세드리크 죄구에 (Cédric Djeugoué, 1992년 8월 28일 ~ )는 카메룬의 축구 선수이다. 포지션은 센터백이다.